# 保護観察所

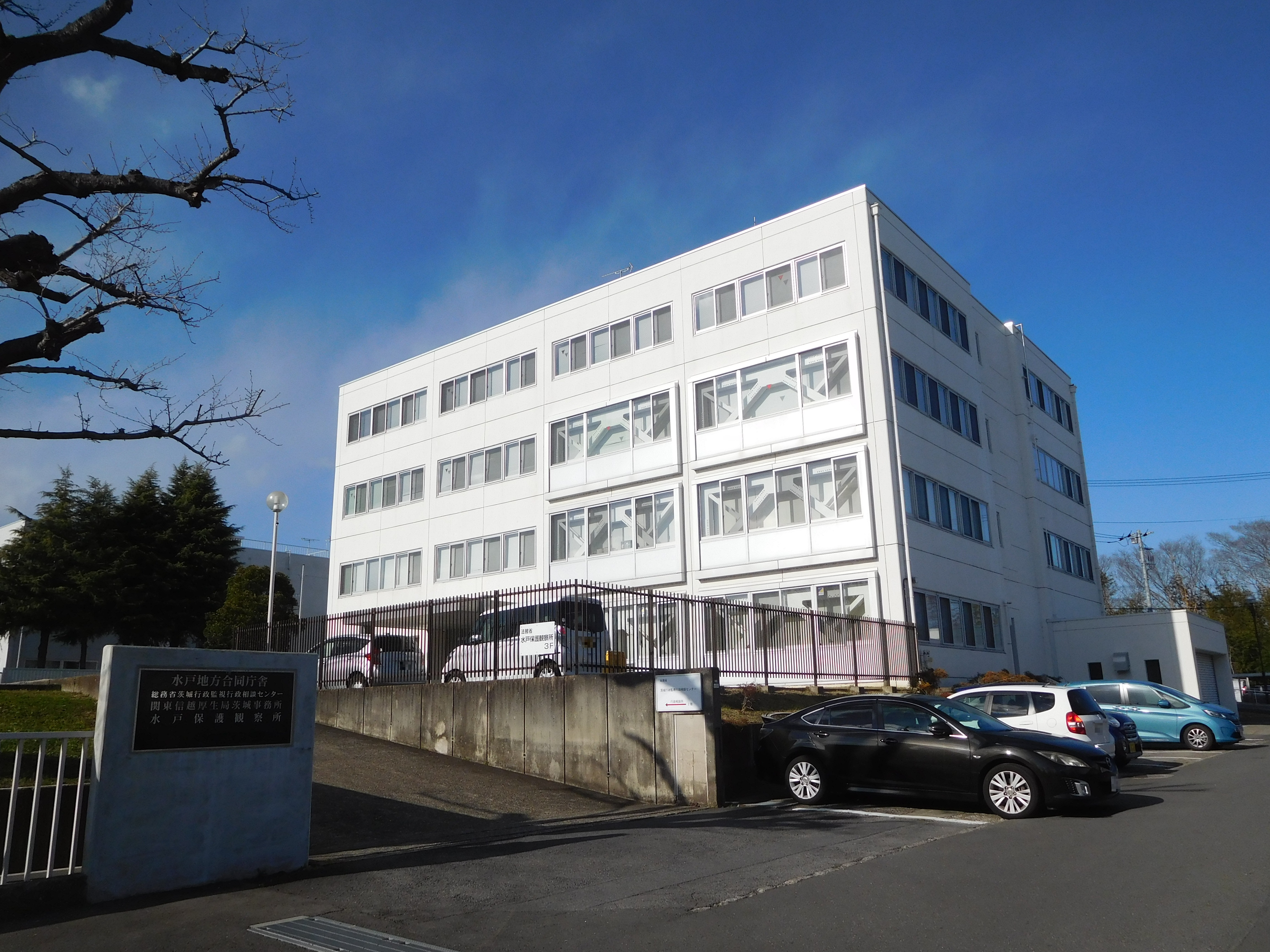
保護観察所の例（水戸保護観察所）

保護観察所（ほごかんさつしょ）は、法務省設置法および更生保護法に基づいて設置される法務省の地方支分部局。

## 概要
保護観察所は、更生保護法に基き、罪や非行を犯し家庭裁判所の決定により保護観察になった少年、刑務所や少年院から仮釈放になった者、保護観察付の刑の執行猶予となった者に対して保護観察を行う機関である。また2024年3月31日まで売春防止法に基づき、婦人補導院を仮退院をした者の補導処分の残期間中における保護観察も行っていた。
さらに、心神喪失等の状態で重大な他害行為を行った者の医療及び観察等に関する法律（医療観察法)に基づき、心神喪失等の状態で重大な他害行為を行い、不起訴や無罪になった者に対する精神保健観察も行う。
保護観察所では、住居・宿泊場所の調整や医療・療養の援助、職業補導・就職援助・教養訓練、生活指導を行っている。また、刑務所や少年院を満期釈放になるなど、刑事上の手続きによる身体の拘束を解かれた者に対しては、必要に応じて更生緊急保護の措置を行うほか、犯罪・非行予防活動の一環として、法務省主唱による社会を明るくする運動などの活動を行っている。

## 職員
保護観察所には、常勤職員として保護観察官および社会復帰調整官がいる。このほか、更生保護に携わるボランティアとして保護司、更生保護法人役職員、更生保護女性会員、BBS会員などがいる。